# Восстание Костюшко
Восста́ние Таде́уша Костю́шко (пол. Powstanie kościuszkowskie, insurekcja kościuszkowska), также известно в некоторых русскоязычных источниках как Польское восстание 1794 года — восстание на территории Речи Посполитой (1794), включавшей на тот момент части современных польских, белорусских, украинских, литовских и латвийских земель.
В отношении действий царского правительства по подавлению восстания в литературе используются термины Польская кампания 1794 года или Вторая польская война.

## Причины восстания
Конституция, провозглашенная на варшавском сейме 3 мая 1791 года, вызвала большое недовольство среди магнатов и шляхты Речи Посполитой. Собравшись в Тарговице (Торговица на территории современной Украины), недовольные объявили конституцию нелегитимной и образовали конфедерацию для борьбы с королём Станиславом, который объявил противников конституции бунтовщиками. Императрица Екатерина II, закончив войну с турками, приняла тарговицких конфедератов под своё покровительство и велела генералу М. В. Каховскому вступить в Польское королевство, а генералу М. Н. Кречетникову — в Литву. Началась ожесточённая борьба приверженцев новой конституции против конфедератов и российских войск и успех стал склоняться на сторону последних. Так как в это же время прусский король Фридрих Вильгельм II принял сторону России, король Станислав Понятовский перед лицом подавляющих сил врагов Польши был вынужден подчиниться требованиям конфедератов и заключить с Россией перемирие.
В Гродно в период с 17 июня по 23 ноября 1793 года прошел Гродненский сейм Речи Посполитой, на котором был одобрен акт о втором разделе Речи Посполитой, а также упразднялась Конституция 3 мая. Варшава и несколько других городов были оккупированы российскими войсками, польская армия была реформирована по российскому образцу, а некоторые её части распущены.

## Начало восстания

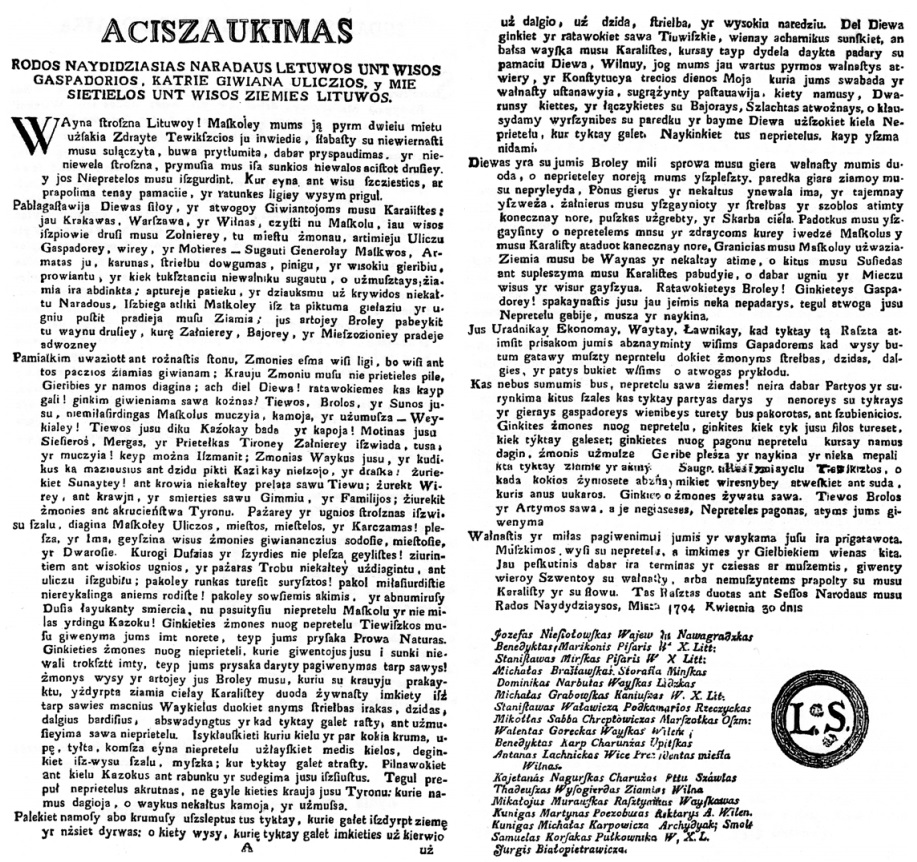
Манифест Тадеуша Костюшко на литовском языке

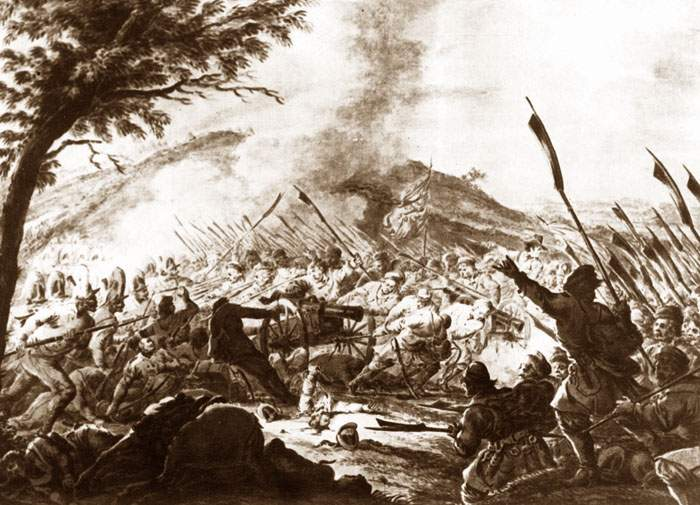
Александр Орловский. Битва под Рацлавицами

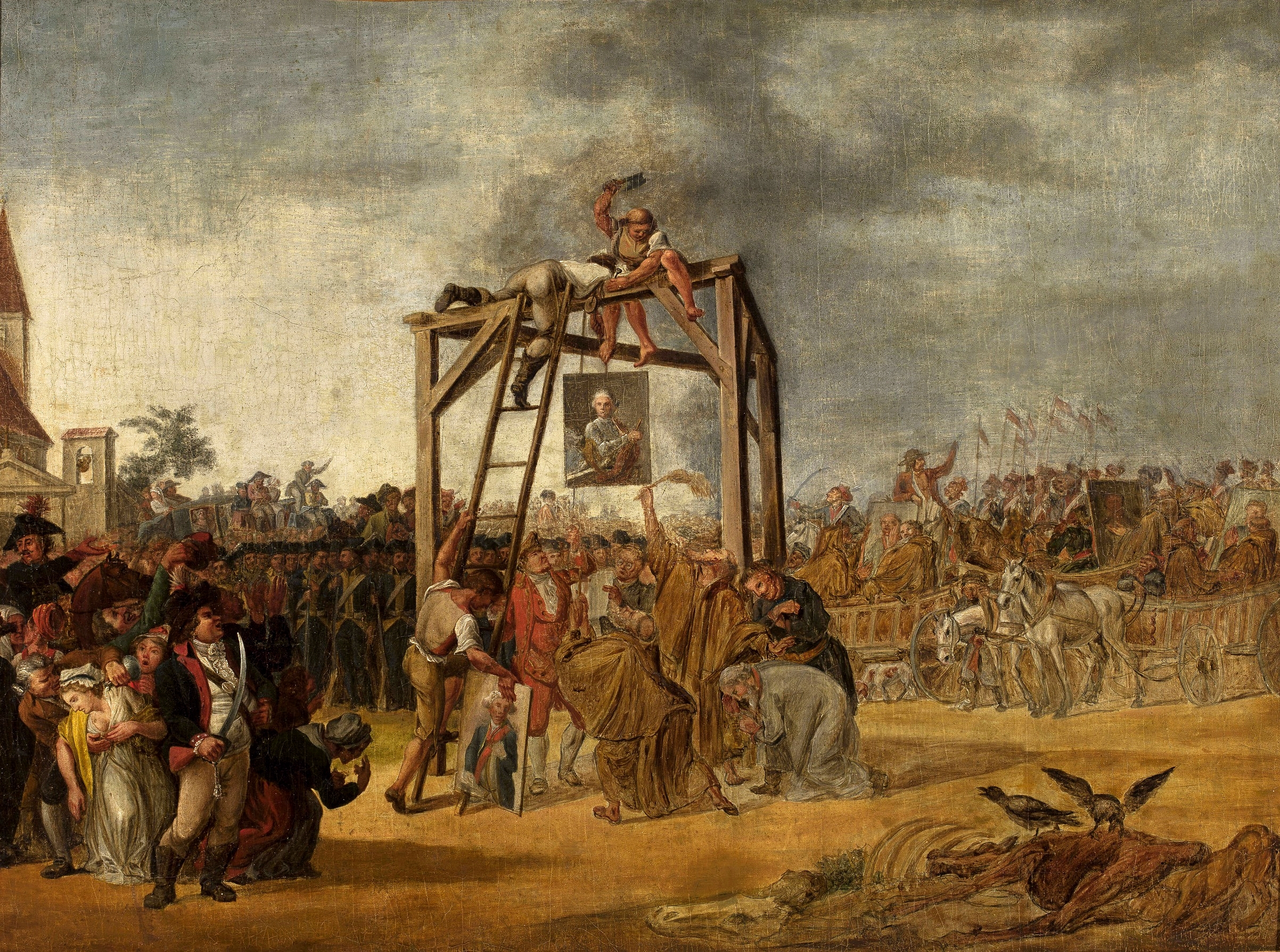
Ж-П. Норблен. Казнь предателей в Варшаве

Часть польской шляхты и шляхты Великого княжества Литовского, внешне выражая покорность Российской Империи, втайне готовила восстание, надеясь на помощь Франции, где в тот момент революция была в самом разгаре. Предводителем восстания был избран литовский шляхтич Костюшко, проявивший себя как храбрый воин и грамотный руководитель. Генерал Антоний Мадалинский, отказавшись подчиниться решению гродненского сейма и распустить свою конную бригаду (в Пултуске 12 марта 1794 года), неожиданно напал на российский полк и захватил полковую казну, а затем, разогнав прусский эскадрон в Силезии, направился к Кракову. Узнав об этом, Костюшко поспешил туда же; 16 марта 1794 года жители Кракова провозгласили его правителем республики. В Кракове был провозглашён Акт восстания, и Тадеуш Костюшко принёс публичную присягу. Акт восстания провозглашал Тадеуша Костюшко верховным главнокомандующим национальными вооружёнными силами Речи Посполитой и предоставлял ему всю полноту власти в стране. В разных частях Польского королевства и в столице Великого княжества Литовского Вильно вспыхнули вооружённые мятежи. Вскоре восстание охватило значительные территории Речи Посполитой. Российский посол и начальник российских войск в Варшаве, генерал Игельстром, отправил против Мадалинского отряды Денисова и Τοрмасова. Одновременно в Польшу вступили прусские войска.

## Ход боевых действий
24 марта (4 апреля) 1794 года Тормасов был разбит под Рацлавицами. Весть об этой победе возбудила в Варшаве мятеж, во время которого часть российского гарнизона была истреблена, при этом генерал Игельстром успел бежать в Лович. Вслед за тем восстала и Вильна, откуда тоже успела спастись только часть российского гарнизона, захваченного врасплох. Началось распространение восстания на территории Речи Посполитой. 7 мая 1794 года под деревней Таляны, недалеко от Ошмян, повстанцы во главе с Ясинским разбили российские войска под командованием полковника Деева.
Костюшко с титулом генералиссимуса объявил всеобщую мобилизацию. Его армия возросла до 70 тысяч, но значительная часть людей была вооружена лишь пиками и косами, полякам не хватало огнестрельного оружия. Главный корпус поляков и литвинов (23 тысячи) под личным начальством Костюшко стал на дороге в Варшаву, другие отряды у Люблина, Гродно, Вильны и Равы, общий резерв (7 тыс.) — у Кракова. С российской стороны для действий против Костюшко находились отряды, расположенные около Радома, Ловича и против Равы; другие три отряда частью вступили, частью готовились вступить в Литву; генерал Салтыков (30 тыс.) прикрывал недавно аннексированные у Речи Посполитой области; от границ Турции приближался корпус Суворова. Со стороны Австрии на галицкой границе собирался 20 тыс. корпус. 54 тыс. пруссаков под личным руководством короля вступили в Польское королевство, между тем как другие прусские отряды (11 тыс.) прикрывали собственные области Пруссии.
Постепенно инициатива стала переходить в руки российских войск. 26 июня повстанцы под командованием Я. Ясинского были разбиты у деревни Солы российскими войсками под командованием М. Зубова и Беннигсена.
Стоявший около Радома отряд Денисова, уклоняясь от боя с наступавшим на него Костюшко, отступил на соединение с пруссаками, а затем вместе с ними перешёл в наступление и 26 мая (6 июня) 1794 года у Щекоцина нанёс поражение Костюшко. Тот отступил к Варшаве. Между тем Краков сдался прусскому генералу Эльснеру (в результате пруссаками была разграблена сокровищница Вавельского замка, а польская королевская корона увезена в Берлин и впоследствии уничтожена), после чего Костюшко заочно вынес смертный приговор коменданту Кракова. Фридрих Вильгельм стал готовиться к осаде Варшавы.
В это же время отряд российских войск Дерфельдена, наступавший от реки Припяти, разбил корпус Зайончека, занял Люблин и достиг Пулав, а генерал князь Репнин, назначенный главным начальником войск в Литве, подошёл к Вильне.
Штурм Варшавы пруссаками вёлся нерешительно и вскоре был заменён осадой. Когда же было получено известие, что в Великой Польше вспыхнуло восстание, прусский король вовсе отошёл от Варшавы. В областях, незадолго перед тем присоединённых к Пруссии, жители тоже взялись за оружие, и отряды повстанцев, начальником которых избран был Немоевский, успели овладеть несколькими городами и местечками. Костюшко медленно следовал за отступавшим прусским королём, а к Нижней Висле отрядил Мадалинского и Домбровского, которые овладели Бромбергом. Австрия заняла Краков, Сандомир и Хелм, но этим и ограничила действия своих войск, предполагая тем самым обеспечить за собой участие в новом разделе Польши.
В Литве князь Репнин, выжидая прибытия Суворова, ничего решительного не предпринимал. 12-тысячный корпус под началом Томаша Вавжецкого вошёл в Курляндию и достиг Либавы, взяв её (близ города прямо в море были взяты на абордаж прусские суда, шедшие с корреспонденцией из Петербурга). Огинский довольно удачно вёл партизанскую войну, а Грабовский и Ясинский занимали Вильну и Гродно. В августе 1794 года повстанческие отряды М. Огинского и С. Грабовского совершили рейды на Динабург и земли Минской губернии, но царские войска отразили их.
Слабость польского руководителя в Литве, Виельгорского, помешала полякам достигнуть там больших успехов. Российские войска овладели Вильной и 1 августа разбили отряд Хлевинского, который был назначен на место Виельгорского. Прибывший в Гродно новый польский главнокомандующий, Мокроновский, уже не мог исправить ситуацию, тем более, что граф Браницкий образовал контрконфедерацию в пользу России.
К началу сентября на главном театре войны появился Суворов во главе 10-тысячного отряда. 4 (15) сентября 1794 года он взял Кобрин, 6 (17) сентября 1794 года разбил войска Сераковского у Крупчиц, а 8 (19) сентября 1794 года — под Брест-Литовском, после этого повстанцы в полном беспорядке отступили к Варшаве.
29 сентября (10 октября) 1794 года последовало сражение при Мацеёвицах, в котором главные силы поляков были разбиты генералом Ферзеном, а сам генералиссимус Костюшко взят в плен.
1 (12) октября 1794 года повстанцы оставили Гродно, отступив к Варшаве. В середине октября российские войска заняли Поланген и Либаву.
Несмотря на панику в Варшаве, вызванную известием об Мацеёвичской битве и пленении Костюшко, население требовало продолжения войны. Вновь избранный главнокомандующий, Вавжецкий, послал всем польским отрядам приказ спешить для обороны столицы, что те и успели исполнить. Между тем Суворов, присоединив к себе войска Ферзена и Дерфельдена, 23 октября расположился под Прагой (предместье Варшавы), а 24 октября (4 ноября) 1794 года взял её штурмом.
После этого стало очевидным, что дальнейшая борьба для поляков невозможна и жители Варшавы попросили повстанцев капитулировать. 25 октября (5 ноября) 1794 года была подписана капитуляция, 26 октября (6 ноября) 1794 года Суворов вступил в город. Часть уцелевших повстанцев присоединилась к отрядам, действовавшим против пруссаков, но вскоре и в Познани восстание было подавлено. Часть польской армии под командованием Вавжецкого (ок. 27 тыс. чел.) хотела отступить в Галицию, но у Опочни была настигнута Денисовым и капитулировала, а сам Вавжецкий доставлен к Суворову. Только единицам, в том числе генералу Мадалинскому, удалось перейти австрийскую границу, где они и были пленены.

## Якобинское движение в Варшаве
Народные массы национально-освободительную войну тесно связывали с социальным освобождением от панского гнёта. Среди восставшего народа было сильно влияние варшавского «Якобинского клуба». По инициативе последнего 9 мая 1794 года варшавяне потребовали казни изменников родины. Повстанческое руководство вынуждено было уступить требованиям народных масс и казнило четырёх деятелей старого правительства, сотрудничавшего с Россией и Пруссией. Казнены были: великий коронный гетман Петр Ожаровский, польный литовский гетман Юзеф Забелло, епископ Юзеф Казимир Коссаковский и маршалок Юзеф Анквич. 28 июня 1794 года варшавяне устроили новый народный трибунал, повесив ещё ряд людей, которых они считали изменниками родины. Среди них: князь Четвертинский и виленский епископ Масальский.
События в Варшаве вызвали беспокойство польской шляхты и побудили некоторых её представителей пойти на соглашение с захватчиками (пруссаками и русскими). Так, брат польского короля, примас Михал Понятовский обратился к пруссакам с просьбой ускорить штурм Варшавы и указал наиболее уязвимые места в обороне города. Это письмо было перехвачено и попало в руки патриотов. В результате жители Варшавы вышли на улицы и потребовали казнить предателя. Однако тот покончил жизнь самоубийством (отравился). Впрочем, есть версия о его смерти от банального перепуга (страха смерти на виселице или в тюремном каземате). В ряде городов ещё при жизни примаса пели частушки похабного содержания. Самой приличной из них является «Запевка краковян»:

«Мы — краковяне,

Имеем добрый пас!

И будут висеть на нём

Король и брат его, Иуда-примас!».  
Сам Станислав Август Понятовский в мемуарах вспоминал о довольно напряжённых отношениях с Костюшко, а также о постоянных угрозах, исходивших от варшавских жителей и повстанцев. Костюшко, согласно мемуарам Понятовского, «не выпускал меня из дворца, прикрывая это радением за мою безопасность. На самом же деле я сидел взаперти, как заложник, со мной никто не считался, Костюшко манипулировал мною…».